# 주빌리 가든

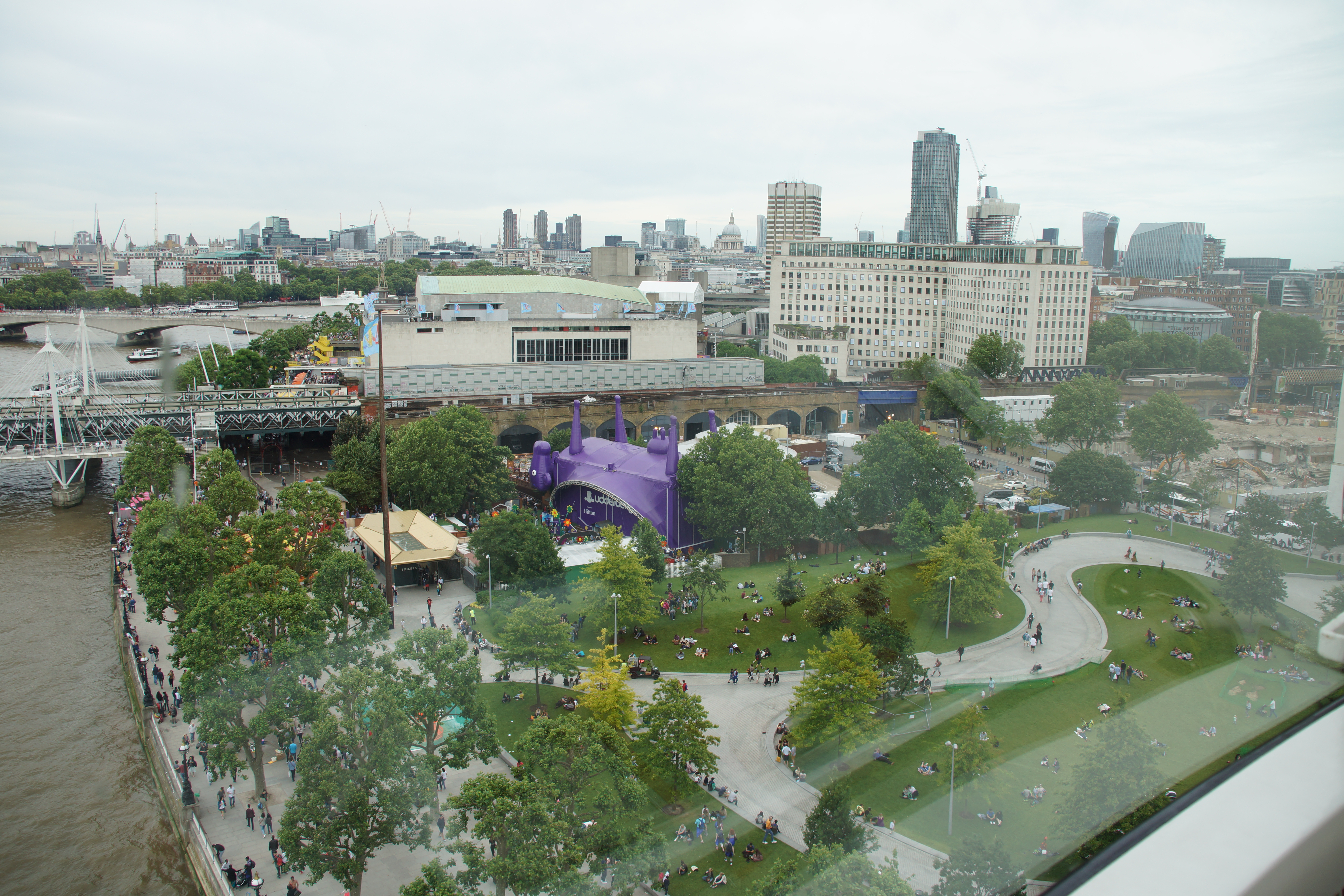

주빌리 가든(Jubilee Garden)은 영국 런던 사우스 뱅크에 있는 공원이다. 1977년 엘리자베스 2세의 즉위 25주년을 기념해 조성되었다.